# Salvelinus profundus
Salvelinus profundus (em alemão: Tiefseesaibling, 'truta-de-águas-profundas') é uma espécie de truta de águas profundas encontrada no lago de Constança.
Este peixe pode atingir 24 cm de comprimento e tem um focinho rombudo com a boca em posição subinferior. Suas nadadeiras inferiores não têm margens brancas e seus flancos são prateados a amarelados com manchas azul-claras; o ventre pode ter uma cor avermelhada.

## História
Salvelinus profundus ainda era uma espécie comercial na década de 1960, mas acredita-se que a eutrofização do lago de Constança, que começou na década de 1950 e atingiu o pico em 1979, tenha afetado o desenvolvimento dos ovos. Levantamentos realizados nos últimos dez anos não conseguiram encontrar nenhuma evidência da sobrevivência desta truta de águas profundas, bem como de Coregonus gutturosus [en], outra espécie de peixe recentemente levada à extinção. A espécie havia sido relatada como extinta desde o final da década de 1970, mas foi oficialmente declarada como tal pela IUCN apenas em 2008.
No entanto, a espécie de peixe foi redescoberta em 2016 durante o Projeto Lac, um levantamento marinho realizado pelo Instituto Federal Suíço de Ciência e Tecnologia Aquática [en]. A equipe não esperava localizar o peixe, que não era visto há décadas. Suspeita-se que eles não foram detectados antes devido à profundidade em que nadam.
A truta-de-águas-profundas do lago Neuchâtel (Salvelinus neocomensis [en]) é uma espécie de peixe semelhante que se extinguiu em outro lago europeu.